# عملیات دریای سرخ
عملیات دریای سرخ (چینی: 红海行动)یک فیلم چینی در سال ۲۰۱۸ و ژانر اکشن و جاسوسی و به کارگردانی دانته لام و ایفای نقش ژانگ یی، هوانگ جینگو،های چینگ، دو جیانگ، ژانگ هانوی و پرینس مک است. این فیلم که آزادانه در تخلیه ۲۲۵ اتباع خارجی و تقریباً ۶۰۰ شهروند چینی از جنوب یمن و بندر عدن در اواخر ماه مارس در جنگ داخلی یمناست.
این فیلم را به عنوان یک فیلم برجسته ارائه شده به مخاطبان به عنوان یک هدیه برای نوزدهمین سالگرد تأسیس ارتش آزادی‌بخش خلق و همچنین به عنوان نوزدهمین کنگره ملی حزب کمونیست چین است. در این فیلم اولین بار نیروی دریایی چین در فیلم است." فروش این فیلم ۴۸۰٫۶ دلار آمریکا است و این فیلم جایگاه سوم را در پرفروش‌ترین فیلم در ۲۰۱۸ را دارد و جهارمین جایگاه در تمام دوران‌های چین.

## تولید
عکس برداری در اواسط فوریه ۲۰۱۷ در مراکش آغاز شد و ۴۰۰ مراکشی و ۳۰۰ چینی به عنوان خدمه استفاده شدند.